# Stengelui
De stengelui (Allium fistulosum var. giganteum) is in China en Japan een meer gegeten groente dan de ui. In Japan zijn rassen gekweekt die door hun lange schacht uiterlijk sterk op prei lijken. De stengelui moet niet verward worden met de lente-ui of bosui, die tot een andere soort hoort, namelijk Allium cepa.
In Nederland wordt de stengelui op bescheiden schaal geteeld, vooral door amateurtuinders. Een veel geteeld ras in Nederland is 'Ishikura', dat snel groeit en een lange witte schacht heeft. Er moet op tijd geoogst worden, omdat de plant anders een bloemstengel gaat vormen. Voor de late herfstteelt wordt het ras 'Kincho' gebruikt, dat wat langzamer groeit en enige vorst kan verdragen.

## Teelt
Voor de vroege teelt kan in januari en februari onder verwarmd glas gezaaid worden. Na 10 tot 12 weken worden de planten van de vroegste zaai buiten uitgeplant met een plantafstand van 25 x 10 cm. Planten van latere zaaisels worden ruimer uitgeplant, namelijk 30 x 11 cm, zodat ze langer kunnen doorgroeien. Voor de herfstteelt wordt 40 x 12,5 cm geplant. De planten worden in een geul diep geplant. Door de planten regelmatig aan te aarden kan een schachtlengte van 30 tot 40 cm bereikt worden.